# Hofbrücke
Die Hofbrücke oder Lange Brücke war ein überdachter, hölzerner Steg über den im 19. Jahrhundert zur Errichtung des Schweizerhofquai zugeschütteten Teil der Luzerner Seebucht, und verband das Quartier um die Kirche St. Leodegar im Hof mit der Luzerner Altstadt. Sie wurde Mitte des 13. Jahrhunderts (andere Quelle: zwischen 1352 und 1365) gebaut und ruhte auf 121 Jochen; mit 385 Metern war die auch als Wehrgang dienende Brücke die längste der Stadt Luzern.

## Bilderweg

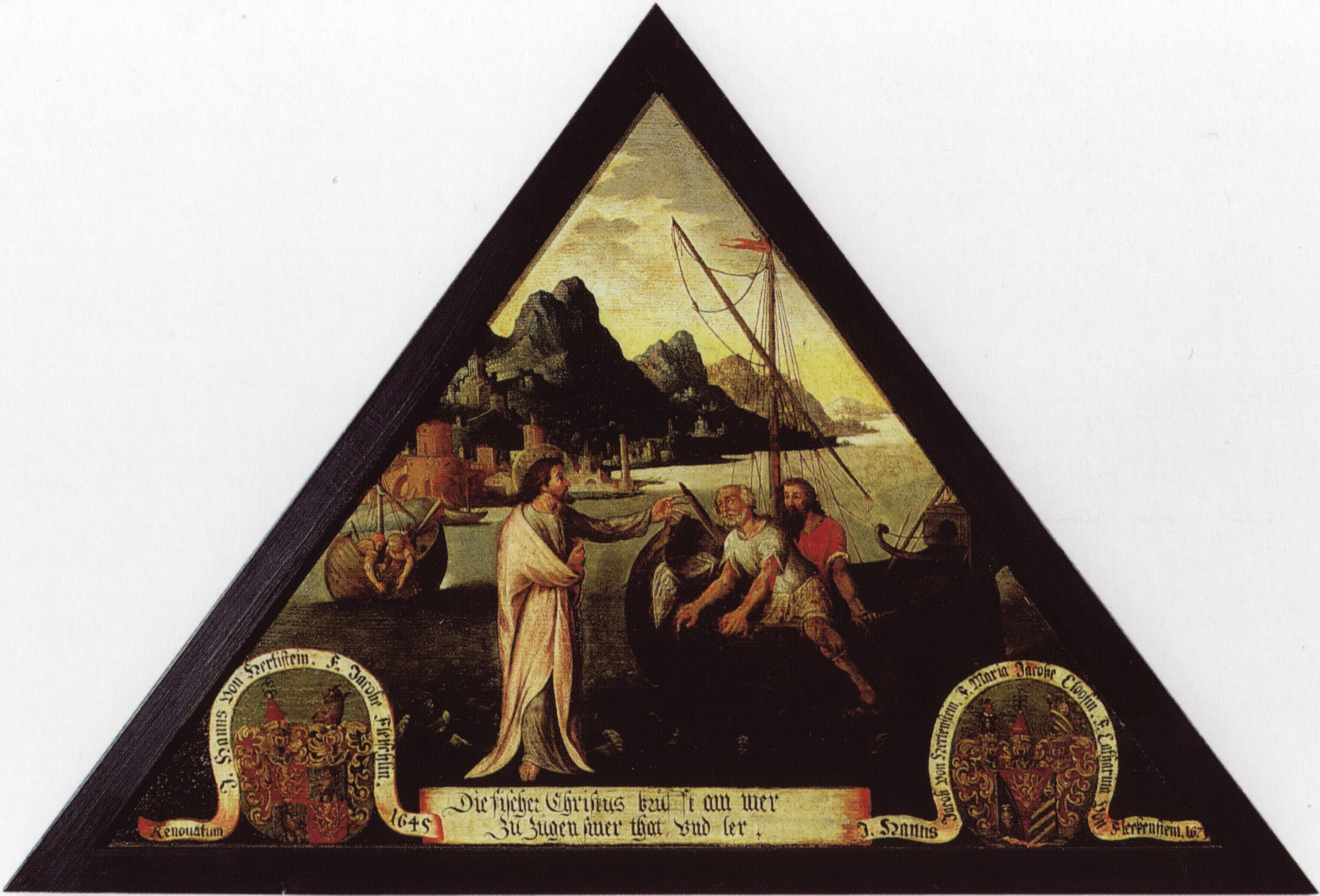
Berufung der ersten Jünger (Bild 64).

Die drei Holzbrücken von Luzern wurden mit Bilderzyklen ausgestattet, die als weltweit einmalig gelten. In der Kunstgeschichte sind nur wenige Bildergeschichten im öffentlichen Raum mit dreieckigen Bildern bekannt. Die Zyklen wurden mit über 460 Bildern geplant und ausgeführt.
Der erste Bilderzyklus für die Hofbrücke wurde um 1550 entwickelt, als die Stadtregierung beschloss, die Hofbrücke mit Bildern auszustatten, die geschützt in den Giebeln hängend den Kirchgängern biblische Geschichten erzählen sollten. Die Regierung finanzierte einige Bilder, wählte  den Entwerfer der Bildinhalte, den Spruchverfasser und die Maler aus. Anschliessend wurden die Ratsfamilien eingeladen, Bilder zu stiften, aus den vorgegebene Bildthemen auszuwählen, einen Maler zu bestimmen und die Bilder zu bezahlen. In den unteren Ecken der Tafeln durften sie sich mit ihren Familienwappen und Namen präsentieren. Um 1580 waren die Bilder des ersten Zyklus für die Hofbrücke fertiggestellt.
Als Maler kommen aufgrund von Stilvergleichen, der in der zweiten Hälfte des 16. Jahrhunderts (die meisten Bilder sind zwischen 1571 und 1578 datiert) in Luzern tätige Martin Moser (1500–1568) und seine Werkstatt hin. Viele Bilder werden dem holländischen Maler Johannes von Leiden zugeschrieben, dessen Signatur sich auf einem Bild befindet.
Das Innere des Brückendaches wurde mit einer Folge von 239 Gemälden biblischer Szenen auf 120 mit einer Ausnahme beidseitig bemalten, in die Brückenjoche eingespannten dreieckigen Holztafeln ausgestattet. Davon sind noch 113 Tafeln erhalten. In einer 1597 vom Obersten Rudolf Pfyffer gestifteten Nische war ein Fall Christi unter dem Kreuz mit lebensgrossen Holzfiguren dargestellt. Der Bilderweg der Hofbrücke diente als Vorbild für jene, die zwischen 1611 und 1635 in der Kapellbrücke und der Spreuerbrücke eingerichtet wurden. Seine Anfertigung wird als gegenreformatorische Reaktion auf den Bildersturm gesehen.
Die Giebeltafeln wurden nach dem in mehreren Schritten erfolgten Abbruch der Hofbrücke in den Jahren 1835 bis 1852 in verschiedenen Depots eingelagert und waren von 1886 bis 1911 öffentlich ausgestellt. Zwischen 1997 und 2001 wurden alle erhaltenen Bilder untersucht und konserviert.